# Rio Lauter
Lauter é um rio localizado na Alemanha e na França, afluente da margem esquerda do rio Reno. Tem 55 km de comprimento. Nasce na Floresta do Palatinado na Alemanha, percorre a região de Dahn, cruza a fronteira com a França, corre por Wissembourg, e depois forma parte da fronteira Alemanha-França até à sua confluência com o rio Reno, perto de Lauterbourg e Neuburg am Rhein.